# کیکیمورا

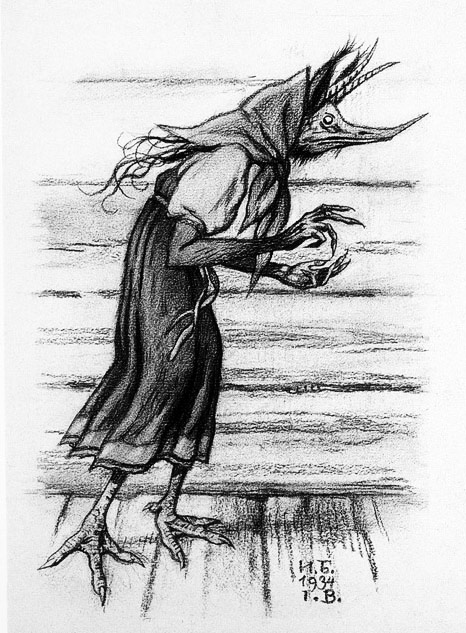
نگاره کیکیمورا اثر ایوان بیلیبین (۱۹۳۴).

کیکیمورا (به روسی: кики́мора) یک موجود افسانه‌ای و روح خانگی مؤنث در اساطیر اسلاو است. نقش او در خانه‌ها معمولاً با دوموویی مرتبط می‌شود، از آنجاییکه یکی از آن‌ها به عنوان روح «بد»، و دیگری «خوب» در نظر گرفته شده‌است. کیکیمورا موجودی است که در خانه مستقر می‌شود و دیگر تمایلی به ترک آن ندارد، و زندگی را برای افرادی که در آنجا ساکن هستند طاقت فرسا می‌کند. هنگامی که کیکیمورا در یک خانه ساکن می‌شود، در پشت اجاق یا زیرزمین زندگی می‌کند، و برای بدست آوردن غذا اغلب صداهایی مشابه با موش‌ها از خودش ایجاد می‌کند. او را معمولاً مقصر اصلی فلج خواب، کابوس‌ها و هر چیز ناگواری که در شب برای غذا رخ می‌دهد می‌دانند. حضور او اغلب با خبرهای بد همراه است.
در ادبیات او همچنین تحت نام‌های «sziszimora» و «szyszymora» شناخته می‌شود. معنی نام او ممکن است برگرفته از زبان اودمورت یا فنلاندی واژه «kikke mörkö» و «kikka-murt» به معنی مترسک باشد، اگرچه فرضیه‌های دیگری نیز دربارهٔ ریشه این لغات وجود دارد. بدون در نظر گرفتن ریشهٔ این واژه، از آن برای مخلوقی فاقد بدن، یک کابوس یا روح ترسناکی که شبانه مردم را مورد آزار قرار می‌دهد، استفاده می‌شود.

## ویژگی‌ها و رفتارها
اعتقاد بر این است که کیکیمورا شب‌ها از طریق شکاف کلید بین اتاق‌ها حرکت می‌کند، به همین سبب برخی از افراد سعی می‌کنند درها را با دقت ببندند و کلیدها یا تکه‌ای کاغذ در منفذ کلید قرار دهند. هیچکس نباید به چشمان کیکیمورا نگاه کند، بنابراین به کودکان می‌آموزند اگر فکر می‌کنند او در اتاقشان حضور دارد به بالش یا پنجره اتاق نگاه کنند. اگر صدای کیکیمورا را شنیدند، به آن‌ها گفته شده که هرگز به درها، صندوق‌ها و کمدها نگاه نکنند، زیرا این‌ها مکان‌هایی هستند که کیکیمورا دوست دارد در آن‌ها پنهان شود. او در بیشتر افسانه‌ها پیام‌رسان خبرهای بد است، اما از طرفی داستان‌هایی هم وجود دارند که نور مثبت به روح می‌بخشد.
درک روس‌ها از این موجود کمی متفاوت است و از دید آن‌ها دو نوع مختلف از کیکیمورا وجود دارد. کیکیمورایی که به عنوان روح جنگل شناخته می‌شود و همسرش دوموویی است، و دومین کیکیمورا که متعلق به باتلاق و همسر لشی است. دومین کیکیمورا رد پاهای خیس خود را بر کف خانه‌هایی که بازدید می‌کند بر جای می‌گذارد.